# Clarkeïta
La clarkeïta és un mineral de la classe dels òxids. Rep el nom en honor del químic americà Frank Wigglesworth Clarke (Boston, Massachusetts, EUA, 19 de març de 1847 - Washington DC, EUA, 23 de maig de 1931), ex-químic en cap del US Geological Survey. Clarke va estudiar la composició de l'escorça terrestre i es va nomenar la unitat de mesura, el Clarke, com a referència a l'enriquiment local d'un component químic en relació amb un valor mitjà per a la química de l'escorça.

## Característiques
La clarkeïta és un hidròxid de fórmula química Na(UO₂)O(OH)·nH₂O. Cristal·litza en el sistema trigonal. La seva duresa a l'escala de Mohs es troba entre 4 i 4,5. Segons la classificació de Nickel-Strunz, la clarkeïta pertany a «04.GC - Uranil hidròxids amb cations addicionals; principalment amb poliedres hexagonals UO₂(O,OH)₆» juntament amb els següents minerals: umohoïta i spriggita.

## Formació i jaciments
Va ser descoberta a la mina Deer Park No. 2, situada a la localitat de Penland, al districte miner de Spruce Pine, dins el comtat de Mitchell (Carolina del Nord, Estats Units). També ha estat descrit en altres punts de Carolina del Nord, així com als estats d'Alaska, Maine i Nou Hampshire. Fora dels Estats Units també se n'ha trobat al Canadà, Txèquia, Hongria, Romania, Noruega i l'Índia.